# Magna International
Magna International Inc. er en canadisk multinational producent af reservedele til biler. De producerer dele til flere forskellige bilproducenter og er den største producent af bildele i Nordamerika. De har hovedkvarter i Aurora, Ontario. Virksomheden har 158.000 ansatte fordelt på 342 fabrikker og 91 udviklingsafdelinger. I alt er de tilstede i 27 lande.